# كاثليسدسن

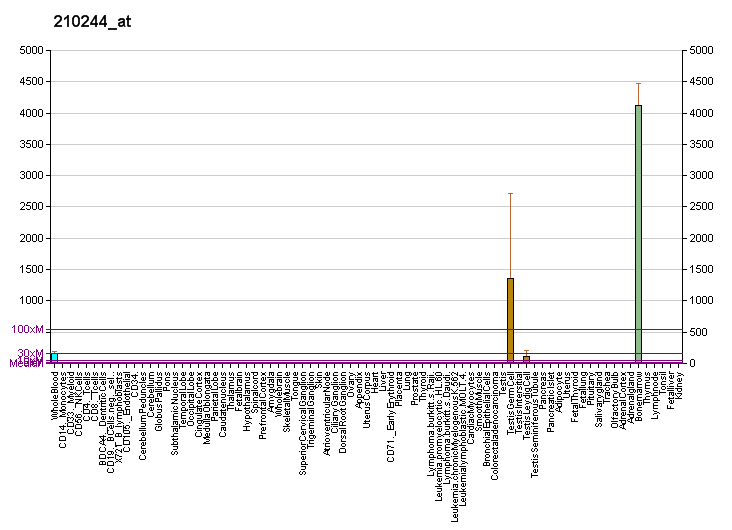

كاثليسدسن تعتبر من الببتيدات وتصنف على أنها ببتيدات مضادة للميكروبات ،موجودة في الجسيمات الحالة الضامة والخلايا الكيراتينية والكريات البيض النوى.
وتلعب دورا حاسما في الثدييات في الدفاع المناعي الفطري ضد العدوى البكتيرية الغازية
وهي غير متجانسة إلى حد كبير ومتغيرة بدرجة كبيرة، وتم عزلها من العديد من أنواع الثدييات . ووجدت في العديد من الخلايا بما في ذلك الخلايا الظاهرية والضامة بعد التنشيط عن طريق البكتيريا والفيروسات والفطريات أو هرمون D-1,25 وهو النموذج النشط هرمونيا من فيتامين (د).